# Donald A. Dawson
Donald Andrew Dawson, auch Don Dawson, (* 1937) ist ein kanadischer Mathematiker, der sich mit Wahrscheinlichkeitstheorie befasst.
Dawson studierte an der McGill University mit dem Bachelorabschluss 1958 und Masterabschluss 1959 und wurde 1963 am Massachusetts Institute of Technology bei Henry McKean promoviert (Constructions of Diffusions with Specified Mean Hitting Times and Hitting Probabilities). 1962/63 war er Ingenieur in der Raumfahrtabteilung von Raytheon. 1963 wurde er Assistant Professor und 1967 Associate Professor an der McGill University und 1970 Associate Professor und 1971 Professor an der Carleton University. Seit 1999 ist er Professor Emeritus und seit außerdem 2000 Adjunct Professor an der McGill University.
1996 bis 2000 war er Direktor des Fields Institute und war in dieser Zeit Adjunct Professor an der University of Toronto.
Dawson befasst sich mit stochastischen Prozessen, Maßwertigen Prozessen, hierarchischen stochastischen Systemen mit Anwendungen in Informationssystemen, Genetik, Evolutionsbiologie und Ökonomie. Er arbeitete unter anderem mit Jürgen Gärtner zusammen über stochastische Prozesse vom McKean-Vlasov-Typ.
Er ist Fellow der Royal Society of Canada (1987) und des Institute of Mathematical Statistics (1977). 2004 erhielt er den CRM-Fields-PIMS Prize, 1994 den Jeffery-Williams-Preis, 1996 den Max-Planck-Forschungspreis und 1991 die Goldmedaille der Statistical Society of Canada, deren Ehrenmitglied er seit 2004 ist. 2003 bis 2005 war er Präsident der Bernoulli Society. 2014 wurde er Ehrenmitglied der London Mathematical Society.
1994 war er Invited Speaker auf dem Internationalen Mathematikerkongress in Zürich (Interaction and hierarchy in measure-valued processes). Er ist Fellow der American Mathematical Society.

## Schriften
- mit Edwin A. Perkins Measure-valued processes and Renormalization of Branching Particle Systems, in R. Carmona, B. Rozovskii Stochastic Partial Differential Equations: Six Perspectives, American Mathematical Society Mathematical Surveys and Monographs, Band 64, 1999, S. 45–106.
- mit J. T. Cox, A. Greven Mutually catalytic super branching random walks : large finite systems and renormalization analysis, American Mathematical Society 2004
- Herausgeber Measure-valued processes, stochastic partial differential equations, and interacting systems, American Mathematical Society 1994
- mit Edwin Perkins Historical processes, American Mathematical Society 1991
- mit J. Gärtner Large deviations, free energy functional and quasi-potential for a mean field model of interacting diffusions, American Mathematical Society 1989